# Indy-Lights-Saison 2012
Die Indy-Lights-Saison 2012 war die 27. Saison der amerikanischen Rennserie Indy Lights.

## Teams und Fahrer
Alle Teams benutzten Chassis von Dallara, Motoren von Infiniti und Reifen von Firestone.
| Team                          | Nr. | Fahrer              | Rennen      |
| ----------------------------- | --- | ------------------- | ----------- |
| Sam Schmidt Motorsports       | 03  | Victor Carbone      | 1–12        |
| Sam Schmidt Motorsports       | 07  | Oliver Webb         | 1–12        |
| Sam Schmidt Motorsports       | 11  | Esteban Guerrieri   | 1–12        |
| Sam Schmidt Motorsports       | 77  | Tristan Vautier     | 1–12        |
| Andretti Autosport            | 26  | Carlos Muñoz        | 1–12        |
| AFS Racing/Andretti Autosport | 27  | Sebastian Saavedra  | 1–12        |
| Team Moore Racing             | 02  | Gustavo Yacamán     | 1–12        |
| Team Moore Racing             | 22  | David Ostella       | 1–12        |
| Belardi Auto Racing           | 04  | Jorge Goncalvez     | 1–12        |
| Belardi Auto Racing           | 09  | Alon Day            | 1–7         |
| Belardi Auto Racing           | 09  | Peter Dempsey       | 8–12        |
| Belardi Auto Racing           | 19  | Mike Larrison       | 4, 6, 7, 12 |
| Bryan Herta Autosport         | 28  | Troy Castaneda      | 1, 2        |
| Bryan Herta Autosport         | 28  | Nick Andries        | 3           |
| Bryan Herta Autosport         | 28  | Anders Krohn        | 4, 7        |
| Team E                        | 17  | Brandon Wagner      | 4           |
| Juncos Racing                 | 86  | J. V. Horto         | 1, 2, 4     |
| Juncos Racing                 | 86  | Chase Austin        | 7           |
| Juncos Racing                 | 86  | Bruno Palli         | 12          |
| Juncos Racing                 | 87  | Chase Austin        | 4           |
| Brooks Associates Racing      | 08  | Alex Jones          | 3           |
| Brooks Associates Racing      | 08  | Adderly Fong        | 11          |
| Fan Force United              | 24  | Armaan Ebrahim      | 1–5         |
| Fan Force United              | 24  | Bryan Clauson       | 6, 7        |
| Fan Force United              | 24  | Stefan Wilson       | 12          |
| Fan Force United              | 42  | Emerson Newton-John | 4, 11       |
| Hillenburg Motorsports        | 20  | Darryl Wills        | 1–3         |
| Jeffrey Mark Motorsport       | 76  | Juan Pablo Garcia   | 1–12        |
| Younessi Racing               | 15  | Peter Dempsey       | 4, 5        |
| Younessi Racing               | 16  | Rodin Younessi      | 1, 5        |

Anmerkungen
1. ↑  Das Fahrzeug wird zusammen mit Bryan Herta Autosport eingesetzt.

### Änderungen bei den Fahrern
Die folgende Auflistung enthält alle Fahrer, die an der Indy-Lights-Saison 2011 teilgenommen haben und in der Saison 2012 nicht für dasselbe Team wie 2011 starteten.
Fahrer, die ihr Team gewechselt haben:
- Chase Austin: Willy T. Ribbs Racing → Juncos Racing
- Bryan Clauson: Sam Schmidt Motorsports → Fan Force United
- Peter Dempsey: Andretti Autosport → Younessi Racing
- Juan Pablo Garcia: Jensen MotorSport → Jeffrey Mark Motorsport
- Anders Krohn: Belardi Auto Racing → Bryan Herta Autosport
- David Ostella: Jensen MotorSport → Team Moore Racing
- Brandon Wagner: Team Moore Racing → Team E
- Oliver Webb: Jensen MotorSport → Sam Schmidt Motorsports
- Stefan Wilson: Andretti Autosport → Fan Force United

Fahrer, die in die Indy Lights einsteigen bzw. zurückkehren:
- Nick Andries: Star Mazda Series (Team Pelfrey) → Bryan Herta Autosport
- Troy Castaneda: Auszeit → Bryan Herta Autosport
- Alon Day: Deutscher Formel-3-Cup (HS Engineering) → Belardi Auto Racing
- Armaan Ebrahim: FIA-Formel-2-Meisterschaft → Fan Force United
- Adderly Fong: Britische Formel-3-Meisterschaft (Sino Vision Racing) → Brooks Associates Racing
- J. V. Horto: Star Mazda Series (Juncos Racing) → Juncos Racing
- Alex Jones: Auszeit → Brooks Associates Racing
- Mike Larrison: USAC Silver Crown Series (Davey Hamilton Racing) → Belardi Auto Racing
- Carlos Muñoz: Formel-3-Euroserie (Signature) → Andretti Autosport
- Emerson Newton-John: Auszeit → Fan Force United
- Bruno Palli: Kartsport → Juncos Racing
- Sebastian Saavedra: IndyCar Series (Conquest Racing) → AFS Racing/Andretti Autosport
- Tristan Vautier: Star Mazda Series (JDC Motorsports) → Sam Schmidt Motorsports
- Darryl Wills: ASCS Gulf South Regional Series → Hillenburg Motorsports
- Rodin Younessi: U.S. F2000 National Championship (Pabst Racing Services) → Younessi Racing

Fahrer, die die Indy Lights verlassen haben:
- Bruno Andrade: Bryan Herta Autosport → Keine Rennsportaktivität 2012
- Conor Daly: Sam Schmidt Motorsports → GP3-Serie (Lotus GP)
- Tyler Dueck: Goree Multisports → Keine Rennsportaktivität 2012
- Duarte Ferreira: Bryan Herta Autosport → NASCAR K&N Pro Series East
- Víctor García: Team Moore Racing → Keine Rennsportaktivität 2012
- Mikaël Grenier: Team Moore Racing → Kartsport
- Daniel Herrington: Sam Schmidt Motorsports → Keine Rennsportaktivität 2012
- Eric Jensen: Jensen MotorSport → Karriereende
- Tõnis Kasemets: Team Moore Racing → Continental Tire Sports Car Challenge (Multimatic Motorsports)
- Joel Miller: Team E → Continental Tire Sports Car Challenge
- Rusty Mitchell: Team E → American Le Mans Series (Project Libra)
- Daniel Morad: Team Moore Racing → Keine Rennsportaktivität 2012
- Josef Newgarden: Sam Schmidt Motorsports → IndyCar Series (Sarah Fisher Hartman Racing)
- Ryan Phinny: Brooks Associates Racing → Keine Rennsportaktivität 2012
- Willy T. Ribbs: Willy T. Ribbs Racing → Karriereende
- Stefan Rzadzinski: Davey Hamilton Racing → Star Mazda Series (JDC Motorsports)
- Jacob Wilson: Belardi Auto Racing → USAC National Silver Crown Championship
- James Winslow: Andretti Autosport → Australische Formel-3-Meisterschaft (R-Tek Motorsport)

### Änderungen bei den Teams
Juncos Racing übernahm das Indy-Lights-Team von Davey Hamilton Racing.

## Rennkalender
Die Indy-Lights-Saison 2012 umfasste zwölf Rennen. Neu im Rennkalender waren der Raceway at Belle Isle in Detroit und der Auto Club Speedway in Fontana. Zehn Rennen fanden im Rahmen der IndyCar Series statt. Das Rennen auf dem Circuit Trois-Rivières war eine Einzelveranstaltung der Indy Lights.
| Nr. | Datum         | Rennstrecke      | Art | Erster             | Zweiter            | Dritter            |
| --- | ------------- | ---------------- | --- | ------------------ | ------------------ | ------------------ |
| 1.  | 24. März      | Saint Petersburg | T   | Tristan Vautier    | Esteban Guerrieri  | Sebastian Saavedra |
| 2.  | 01. April     | Birmingham       | P   | Sebastian Saavedra | Tristan Vautier    | Esteban Guerrieri  |
| 3.  | 15. April     | Long Beach       | T   | Esteban Guerrieri  | Sebastian Saavedra | Tristan Vautier    |
| 4.  | 25. Mai       | Indianapolis     | O   | Esteban Guerrieri  | Carlos Muñoz       | Tristan Vautier    |
| 5.  | 02. Juni      | Detroit          | T   | Gustavo Yacamán    | Carlos Muñoz       | Oliver Webb        |
| 6.  | 15. Juni      | West Allis       | O   | Tristan Vautier    | Sebastian Saavedra | Esteban Guerrieri  |
| 7.  | 22. Juni      | Newton           | O   | Esteban Guerrieri  | Gustavo Yacamán    | Victor Carbone     |
| 8.  | 07. Juli      | Toronto          | T   | Gustavo Yacamán    | Sebastian Saavedra | Victor Carbone     |
| 9.  | 21. Juli      | Edmonton         | T   | Carlos Muñoz       | Sebastian Saavedra | Esteban Guerrieri  |
| 10. | 05. August    | Trois-Rivières   | T   | Tristan Vautier    | Gustavo Yacamán    | Carlos Muñoz       |
| 11. | 02. September | Baltimore        | T   | Tristan Vautier    | Gustavo Yacamán    | Esteban Guerrieri  |
| 12. | 14. September | Fontana          | O   | Carlos Muñoz       | David Ostella      | Esteban Guerrieri  |

- Erklärung: O: Ovalkurs, T: temporäre Rennstrecke (Stadtkurs, Flugplatzkurs), P: permanente Rennstrecke

## Wertungen

### Punktesystem
Die Punkte wurden nach folgendem Schema vergeben:
| Position | 1  | 2  | 3  | 4  | 5  | 6  | 7  | 8  | 9  | 10 | 11 | 12 | 13 | 14 | 15 | 16 | 17 | 18 | 19 | 20 | 21 | 22 | 23 | 24 | 25 | 26 | 27 | 28 | 29 | 30 | 31 | 32 | 33 |
| -------- | -- | -- | -- | -- | -- | -- | -- | -- | -- | -- | -- | -- | -- | -- | -- | -- | -- | -- | -- | -- | -- | -- | -- | -- | -- | -- | -- | -- | -- | -- | -- | -- | -- |
| Punkte   | 50 | 40 | 35 | 32 | 30 | 28 | 26 | 24 | 22 | 20 | 19 | 18 | 17 | 16 | 15 | 14 | 13 | 12 | 12 | 12 | 12 | 12 | 12 | 12 | 10 | 10 | 10 | 10 | 10 | 10 | 10 | 10 | 10 |

Außerdem gab es einen Zusatzpunkt für die Pole-Position und zwei zusätzliche Punkte für den Fahrer, der das Rennen die meisten Runden angeführt hatte.

### Fahrerwertung
| Pos. | Fahrer         | STP | BAR | LBH | INDY | DET | MIL | IOW | TOR | EDM | TRO | BAL | FON | Punkte |
| ---- | -------------- | --- | --- | --- | ---- | --- | --- | --- | --- | --- | --- | --- | --- | ------ |
| 01   | T. Vautier     | 1*  | 2   | 3   | 3    | 5   | 1*  | 4*  | 11  | 6   | 1*  | 1*  | 4   | 461    |
| 02   | E. Guerrieri   | 2   | 3   | 1*  | 1    | 7   | 3   | 1   | 6   | 3   | 4   | 3   | 3   | 453    |
| 03   | G. Yacamán     | 6   | 4   | 10  | 4    | 1   | 8   | 2   | 1*  | 7   | 2   | 2   | 11  | 394    |
| 04   | S. Saavedra    | 3   | 1*  | 2   | 5    | 6   | 2   | 13  | 2   | 2   | 9   | 10  | 14  | 383    |
| 05   | C. Muñoz       | 14  | 14  | 5   | 2    | 2   | 5   | 7   | 10  | 1*  | 3   | 11  | 1*  | 377    |
| 06   | V. Carbone     | 5   | 5   | 4   | 6*   | 4   | 6   | 3   | 3   | 8   | 8   | 13  | 5   | 340    |
| 07   | O. Webb        | 4   | 13  | 6   | 15   | 3*  | 12  | 12  | 5   | 4   | 5   | 6   | 8   | 310    |
| 08   | D. Ostella     | 15  | 9   | 8   | 18   | 13  | 4   | 5   | 7   | 10  | 6   | 4   | 2   | 298    |
| 09   | J. Garcia      | 7   | 8   | 7   | 11   | 9   | 11  | 14  | 8   | 9   | 10  | 9   | 10  | 260    |
| 10   | J. Goncalvez   | 11  | 10  | 9   | 12   | 14  | 9   | 6   | 9   | 11  | 7   | 7   | 13  | 247    |
| 11   | P. Dempsey     |     |     |     | 14   | 11  |     |     | 4   | 5   | 11  | 5   | 12  | 164    |
| 12   | A. Day         | 12  | 6   | 11  | 8    | 8   | 7   | 15  |     |     |     |     |     | 147    |
| 13   | A. Ebrahim     | 8   | 12  | 12  | 13   | 10  |     |     |     |     |     |     |     | 97     |
| 14   | M. Larrison    |     |     |     | 9    |     | 13  | 11  |     |     |     |     | 9   | 80     |
| 15   | J. Horto       | 13  | 7   |     | 7    |     |     |     |     |     |     |     |     | 69     |
| 16   | D. Wills       | 10  | 11  | 15  |      |     |     |     |     |     |     |     |     | 54     |
| 17   | C. Austin      |     |     |     | 10   |     |     | 8   |     |     |     |     |     | 44     |
| 18   | B. Clauson     |     |     |     |      |     | 10  | 10  |     |     |     |     |     | 40     |
| 19   | T. Castaneda   | 9   | 15  |     |      |     |     |     |     |     |     |     |     | 37     |
| 20   | A. Krohn       |     |     |     | 19   |     |     | 9   |     |     |     |     |     | 34     |
| 21   | R. Younessi    | 16  |     |     |      | 12  |     |     |     |     |     |     |     | 32     |
| 22   | E. Newton‑John |     |     |     | 17   |     |     |     |     |     |     | 12  |     | 31     |
| 23   | S. Wilson      |     |     |     |      |     |     |     |     |     |     |     | 6   | 28     |
| 24   | B. Palli       |     |     |     |      |     |     |     |     |     |     |     | 7   | 26     |
| 25   | A. Fong        |     |     |     |      |     |     |     |     |     |     | 8   |     | 24     |
| 26   | N. Andries     |     |     | 13  |      |     |     |     |     |     |     |     |     | 17     |
| 27   | A. Jones       | DNA |     | 14  |      |     |     |     |     |     |     |     |     | 16     |
| 28   | B. Wagner      |     |     |     | 16   |     |     |     |     |     |     |     |     | 14     |
| Pos. | Fahrer         | STP | BAR | LBH | INDY | DET | MIL | IOW | TOR | EDM | TRO | BAL | FON | Punkte |

| Farbe      | Bedeutung                                          |
| ---------- | -------------------------------------------------- |
| Gold       | Sieger                                             |
| Silber     | 2. Platz                                           |
| Bronze     | 3. Platz                                           |
| Grün       | 4. und 5. Platz                                    |
| Hellblau   | 6. bis 10. Platz                                   |
| Dunkelblau | Rennen beendet (außerhalb der ersten zehn Piloten) |
| Violett    | Rennen nicht beendet                               |
| Rot        | nicht qualifiziert (DNQ)                           |
| Schwarz    | disqualifiziert (DSQ)                              |
| Weiß       | nicht am Start (DNS)                               |
| Weiß       | zurückgezogen (WD)                                 |
| Weiß       | Rennen abgesagt (C)                                |
| Blanko     | nicht teilgenommen                                 |
| Blanko     | nicht erschienen (DNA)                             |
| Blanko     | verletzt oder krank (INJ)                          |
| Blanko     | ausgeschlossen (EX)                                |

| Weitere Notation   |                                                               |
| Fett               | Pole-Position (1 Punkt)                                       |
| Kursiv             | Schnellste Rennrunde                                          |
| °                  | Qualifying abgebrochen, kein Bonuspunkt für die Pole-Position |
| *                  | Meiste Führungsrunden (2 Punkte)                              |
| Rookie of the Year |                                                               |
| Rookie             |                                                               |

| Farbe      | Bedeutung                                          |
| ---------- | -------------------------------------------------- |
| Gold       | Sieger                                             |
| Silber     | 2. Platz                                           |
| Bronze     | 3. Platz                                           |
| Grün       | 4. und 5. Platz                                    |
| Hellblau   | 6. bis 10. Platz                                   |
| Dunkelblau | Rennen beendet (außerhalb der ersten zehn Piloten) |
| Violett    | Rennen nicht beendet                               |
| Rot        | nicht qualifiziert (DNQ)                           |
| Schwarz    | disqualifiziert (DSQ)                              |
| Weiß       | nicht am Start (DNS)                               |
| Weiß       | zurückgezogen (WD)                                 |
| Weiß       | Rennen abgesagt (C)                                |
| Blanko     | nicht teilgenommen                                 |
| Blanko     | nicht erschienen (DNA)                             |
| Blanko     | verletzt oder krank (INJ)                          |
| Blanko     | ausgeschlossen (EX)                                |

| Weitere Notation   |                                                               |
| Fett               | Pole-Position (1 Punkt)                                       |
| Kursiv             | Schnellste Rennrunde                                          |
| °                  | Qualifying abgebrochen, kein Bonuspunkt für die Pole-Position |
| *                  | Meiste Führungsrunden (2 Punkte)                              |
| Rookie of the Year |                                                               |
| Rookie             |                                                               |

- Tristan Vautier wurden wegen aggressiven Fahrens in Indianapolis fünf Punkte, Gustavo Yacamán aus dem gleichen Grund zehn Punkte abgezogen.[30]